# Kermadecpetrell
Kermadecpetrell (Pterodroma neglecta) är en fågel i familjen liror inom ordningen stormfåglar som förekommer i Stilla havet.

## Utseende och levnadssätt
Kermadecpetrell är ungefär 38 centimeter lång med ett vingspann på cirka 100 centimeter. Den är polymorf och förekommer i ljus-, mörk- och mellanmorf. Den lever av bläckfisk, fisk och andra mindre havslevande djur.

## Utbredning och systematik
Kermadecpetrell delas in i två underarter:
- Pterodroma neglecta neglecta – häckar på öar i södra Stilla havet från Nya Zeeland till Påskön
- Pterodroma neglecta juana – förekommer på öarna Juan Fernández, San Ambrosio och San Félix (utanför Chile)

Fågeln har även tillfälligt setts i USA och Japan.

## Status och hot
Arten har ett stort utbredningsområde och en stor population, men tros minska i antal, dock inte tillräckligt kraftigt för att den ska betraktas som hotad. IUCN kategoriserar därför arten som livskraftig (LC). Världspopulationen uppskattas till mellan 150.000 och 200.000 individer.

## Bilder

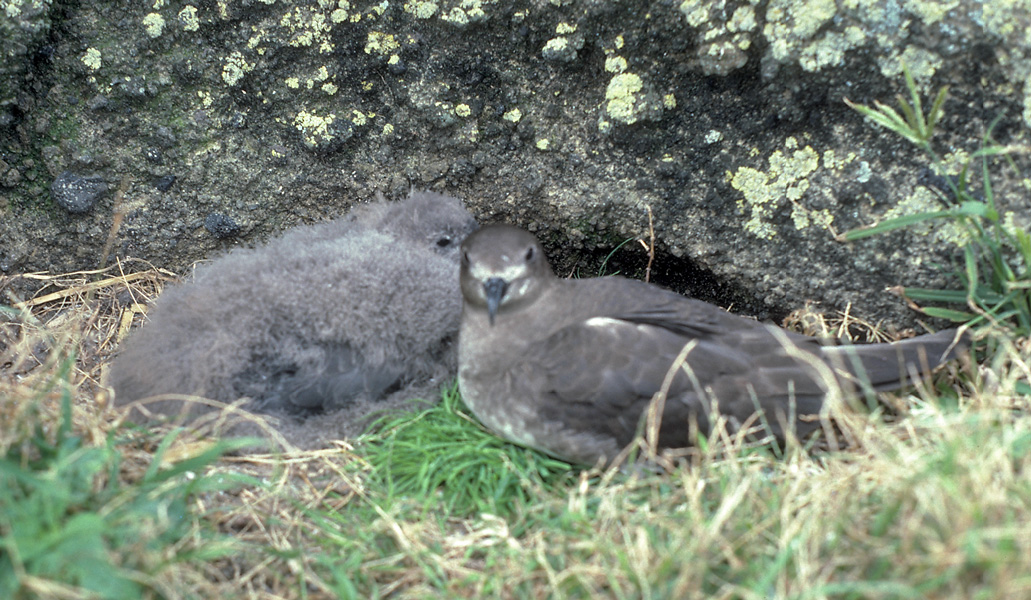
Adult, mörk morf, med dununge.
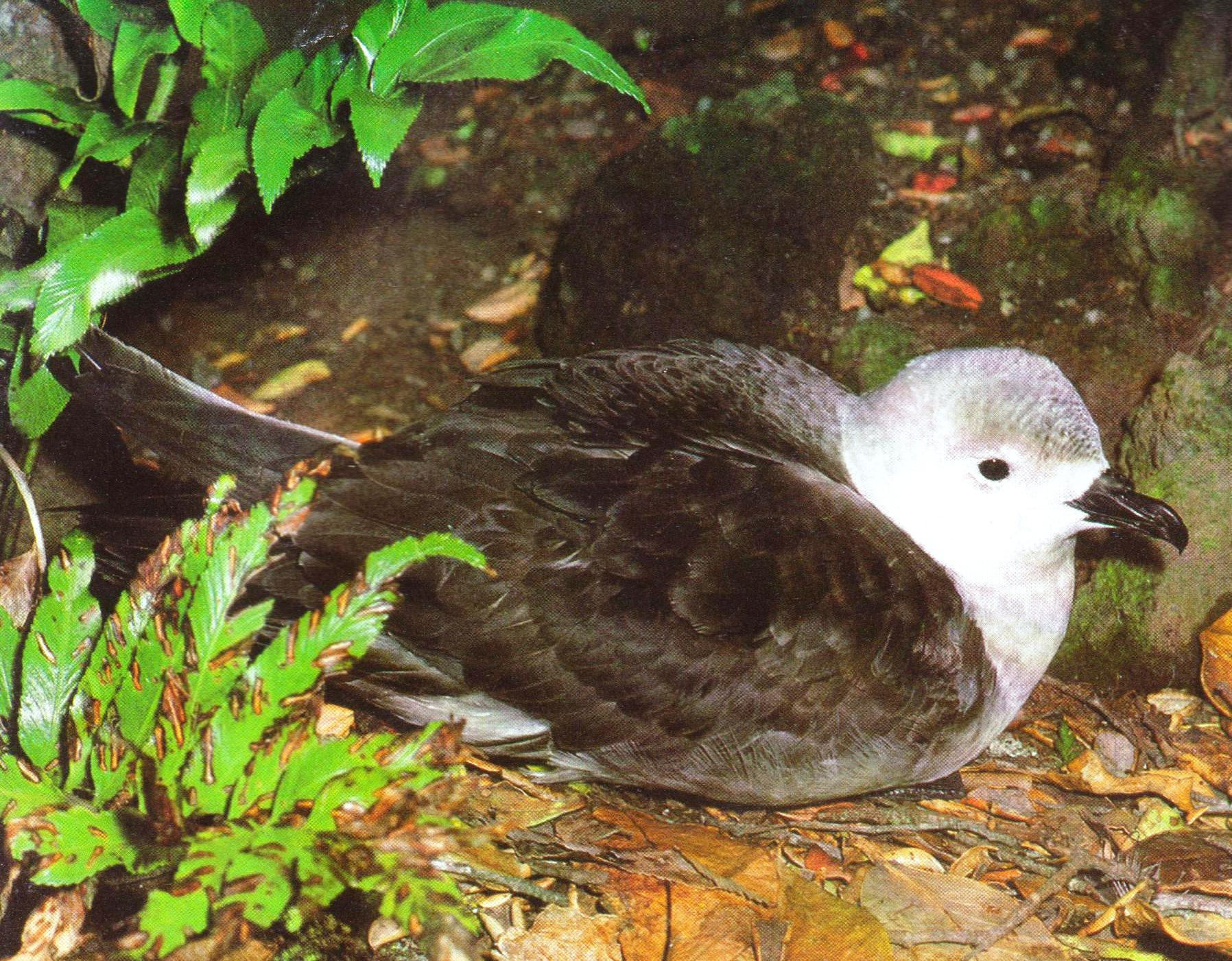
Adult, ljus morf.

## Namn
Kermadec är en ögrupp i södra Stilla havet (tillhörande Nya Zeeland) där fågeln förekommer.